# Live: The Fillmore
Live: The Fillmore je živé album Petea Townshenda. Bylo nahráno 30. dubna 1996 na The Fillmore v San Franciscu v Kalifornii. Townshenda doprovázel klávesák Jon Carin.

## Seznam skladeb
Autorem všech skladeb je Pete Townshend, pokud není uvedeno jinak.
1. "Let My Love Open the Door"
2. "English Boy"
3. "Drowned"
4. "The Shout"
5. "I Put a Spell on You" (Screamin' Jay Hawkins)
6. "Cut My Hair"
7. "Sheraton Gibson"
8. "I'm One"
9. "Heart to Hang Onto"
10. "O'Parvardigar"
11. "A Legal Matter"
12. "A Friend is a Friend"
13. "I Am an Animal"
14. "All Shall Be Well"
15. "Slit Skirts"
16. "Eyesight to the Blind" (Sonny Boy Williamson II)
17. "Driftin' Blues" (Johnny Moore's Three Blazers)
18. "Now and Then"
19. "Rough Boys"
20. "I'm a Boy"
21. "Magic Bus"[2]